# Zoran Nižić
Zoran Nižić (Split, 11 oktober 1989) is een Kroatisch voetballer die onder contract staat bij HNK Hajduk Split. In de laatste competitiewedstrijd van 2014 werd twintig seconden na het begin van de wedstrijd Nižić geraakt door de voet van teamgenoot Dino Mikanović. Nižić werd op een brancard van het veld. De wedstrijd eindigde ondanks het incident in een 5-3 zege voor de club uit Split tegen NK Istra 1961 op het Poljudstadion. Nižić debuteerde voor Kroatië in de vriendschappelijke wedstrijd tegen Mexico in mei 2017. De Kroaten wonnen met zes debutanten in de ploeg met 1-2 van de El Tri in het Los Angeles Memorial Coliseum.

## Statistieken
| seizoen                           | club              | land    | competitie    | wed | goals |
| --------------------------------- | ----------------- | ------- | ------------- | --- | ----- |
| 2008/09                           | HNK Zmaj Makarska | Kroatië | Treća HNL     | 30  | 2     |
| 2009/10                           | FC Brussels       | België  | Tweede klasse | 30  | 0     |
| 2010/11                           | FC Brussels       | België  | Tweede Klasse | 29  | 2     |
| 2011/12                           | FC Brussels       | België  | Tweede klasse | 25  | 0     |
| 2012/13                           | HNK Hajduk Split  | Kroatië | Prva HNL      | 6   | 0     |
| 2013/14                           | HNK Hajduk Split  | Kroatië | Prva HNL      | 12  | 0     |
| 2014/15                           | HNK Hajduk Split  | Kroatië | Prva HNL      | 16  | 0     |
| 2015/16                           | HNK Hajduk Split  | Kroatië | Prva HNL      | 16  | 2     |
| 2016/17                           | HNK Hajduk Split  | Kroatië | Prva HNL      | 28  | 2     |
| Totaal                            | Totaal            | Totaal  | Totaal        | 192 | 9     |
| Laatst bijgewerkt op 31 mei 2017. |                   |         |               |     |       |